# Condado de Kraśnik
Nota linguística: Não confundir hrabstwo (condado) com powiat (divisão administrativa)..
Kraśnik (polaco: powiat kraśnicki) é um powiat (condado) da Polónia, na voivodia de Lublin. A sede é a cidade de Kraśnik. Estende-se por uma área de 1005,34 km², com 100 162 habitantes, segundo o censo de 2005, com uma densidade de 99,63 hab/km².

## Divisões admistrativas
O condado possui:
Comunas urbanas: Kraśnik
Comunas urbana-rurais: Annopol
Comunas rurais: Dzierzkowice, Gościeradów, Kraśnik, Szastarka, Trzydnik Duży, Urzędów, Wilkołaz, Zakrzówek
Cidades: Kraśnik, Annopol

## Demografia
População (dados de 30 de Junho de 2005):
|          | Total   | Total | Mulheres | Mulheres | Homens  | Homens |
| -------- | ------- | ----- | -------- | -------- | ------- | ------ |
|          | pessoas | %     | pessoas  | %        | pessoas | %      |
| Total    | 100 162 | 100   | 51 189   | 51,1     | 48 973  | 48,9   |
| Cidades  | 38 909  | 100   | 20 289   | 52,1     | 18 620  | 47,9   |
| Povoados | 61 253  | 100   | 30 900   | 50,4     | 30 353  | 49,6   |